# Ugo Pignotti
Ugo Pignotti (Firenze, 19 novembre 1898 – Roma, 7 gennaio 1989) è stato uno schermidore italiano, specializzato nel fioretto e nella sciabola. Ha vinto una medaglia d'oro e due d'argento nella scherma ai Giochi olimpici.

## Palmarès
In carriera ha ottenuto i seguenti risultati:

### Giochi olimpici
Individuale
A squadre
- Oro nel fioretto ad Amsterdam 1928[1]
- Argento nel fioretto a Los Angeles 1932
- Argento nella sciabola a Los Angeles 1932

### Mondiali
Individuale
- Bronzo nel fioretto a Budapest-Ostenda 1926

A squadre
- Oro nel fioretto a Napoli 1929
- Oro nel fioretto a Liegi 1930
- Oro nel fioretto a Vienna 1931
- Argento nella sciabola a Vienna 1931

### Campionati italiani
Individuale
- Oro nel fioretto nel 1927
- Oro nella sciabola nel 1931